# La svolta della strada
La svolta della strada (The Turn in the Road) è un film muto del 1919 diretto da King Vidor che ne firma anche il soggetto e la sceneggiatura. Fu la sua prima regia di un lungometraggio.

## Produzione
Il film fu prodotto dalla Famous Players-Lasky Corporation

## Distribuzione
Distribuito negli Stati Uniti dalla Exhibitors Mutual Distributing Company e dalla Artcraft Pictures Corporation, fu presentato in prima a New York il 24 marzo 1919, uscendo poi nelle sale cinematografiche il 29 marzo 1919.
Non si conoscono copie ancora esistenti della pellicola che viene considerata presumibilmente perduta.